# Stefano Sollima
Stefano Sollima, född 1966, är en italiensk filmregissör.

## Filmografi
- 2015 – Suburra
- 2018 – Sicario: Day of the Soldado
- 2020 – ZeroZeroZero (TV-serie)